# 보리자나무
보리자나무(菩提子-, Tilia miqueliana)는 중국이 원산인 낙엽교목이다. 보통 보리수라고 부르지만 자생하는 보리수와의 혼동을 피하기 위하여 보리자나무라고 한다. 

## 특징

### 잎
잎은 어긋나고 일그러진 삼각상 난형이며 길이 5-10cm, 너비 4-8cm이다. 잎 앞면에는 털이 없고 뒷면은 잎자루와 더불어 회백색 성모(星毛)가 밀생하며 맥액에 총생한 털다발이 없다. 잎가장자리에 예리한 톱니가 있다. 

### 꽃과 열매
꽃은 6-7월에 연한 황색으로 핀다. 5개씩의 꽃받침조각과 꽃잎, 많은 수술과 1개의 암술이 있고 5개의 헛수술이 있으며 커다란 포(苞)가 있는 산방상 취산꽃차례에 달린다. 핵과(核果)는 둥글고 길이 7-8mm이며 밑부분에 5개의 능선이 있고 겉에 갈색 성모가 밀생한다. 
열매는 건과로 둥근 모양이며 ‘보리자’라고 하는데 염주의 재료가 된다.